# Джерба, Али
Али Нгон Джерба (англ. Ali Ngon Gerba; род. 4 сентября 1981, Яунде, Камерун) — канадский футболист камерунского происхождения, выступал на позиции нападающего. Известен по выступлениям за «Монреаль Импакт» и сборную Канады.

## Клубная карьера
Джерба начал карьеру в «Монреаль Импакт». В своём первом сезоне он забил шесть мячей и отдал две голевые передачи, что стало рекордом для новичка в первом сезоне. В 2001 году Али перешёл в американский «Майами Фьюжн», но в этом же году команда была расформирована и Джерба присоединился в клубу Эй-лиги «Питтсбург Риверхаундс». Спустя год он перешёл в «Торонто Линкс».
В 2005 году Али подписал контракт с шведским клубом «Сундсвалль». В одиннадцати матчах Аллсвенскане он забил шесть мячей, но это не помогло и команда вылетела в Суперэттан. Джерба остался в Швеции и присоединился в «Гётеборгу». За новый клуб он не смог показать былой результативности, ни разу не поразив ворота соперников. В том же году Али на правах аренды перешёл в норвежский «Одд», а затем в датский «Хорсенс».
После неплохой результативности в датской Суперлиге, в начале 2008 года Джерба подписал краткосрочный контракт с немецким клубом «Ингольштадт 04». Летом он покинул команду несмотря на отличную результативность. Его новым клубом стал английский «Милтон-Кинс Донс». 20 сентября в матче против «Колчестер Юнайтед» Джерба дебютировал в Первой английской лиге. 27 сентября в поединке против «Петерборо Юнайтед» Али забил свой первый гол за «МК Донс».
23 июня 2009 года он вернулся играть в Канаду, подписав соглашение в «Торонто». 26 июля в матче против «Коламбус Крю» Али дебютировал в MLS. В этом же поединке он забил свой первый гол за «Торонто». 5 апреля 2010 года контракт Джербы с «Торонто» был расторгнут по взаимному согласию сторон.
15 июля 2010 года Джерба вернулся в «Монреаль Импакт». В 29 матчах за клуб он забил 15 голов. Но несмотря на это, в октябре 2011 года, готовившийся к переходу в MLS, «Монреаль Импакт» не стал переподписывать Джербу.

## Международная карьера
В июле 2005 года в товарищеском матче против сборной Гондураса Джерба дебютировал за сборную Канады. В том же году в составе сборной Али попал в заявку на участие в Золотом кубке КОНКАКАФ. На турнире он сыграл в матчах против команд Коста-Рики, США и Кубы. В поединке против кубинцев Джерба забил свой первый гол за национальную команду.
В 2007 году Али помог сборной завоевать серебряные медали Золотого кубка КОНКАКАФ. На турнире он сыграл против Коста-Рики, Гваделупы, Гватемалы и США. В поединках против гваделупцев и гватемальцев Джерба забил три гола.
В 2009 году Али в третий раз принял участие в Золотом кубке КОНКАКАФ. На турнире он принял участие в матчах против сборных Сальвадора, Ямайки, Коста-Рики и Гондураса. В поединках против ямайцев и сальвадорцев Джерба забил два гола.
В 2011 году Али в четвёртый раз попал в заявку на участие в Золотом кубке КОНКАКАФ. На турнире он принял участие в матчах против сборных США и Гваделупы.

### Голы за сборную Канады
| #   | Дата             | Место                                                   | Противник                | Счёт | Результат | Соревнование                       |
| --- | ---------------- | ------------------------------------------------------- | ------------------------ | ---- | --------- | ---------------------------------- |
| 01. | 12 июля 2005     | Джиллетт Стэдиум, Фоксборо, США                         | Куба                     | 1:0  | 2:1       | Золотой кубок КОНКАКАФ 2005        |
| 02. | 1 июня 2007      | Хосе Паченчо Ромеро, Маракайбо, Венесуэла               | Венесуэла                | 2:1  | 2:2       | Товарищеский матч                  |
| 03. | 9 июня 2007      | Майами Оранж Боул, Майами, США                          | Гваделупа                | 1:1  | 1:2       | Золотой кубок КОНКАКАФ 2007        |
| 04. | 16 июня 2007     | Джиллетт Стэдиум, Фоксборо, США                         | Гватемала                | 2:0  | 3:0       | Золотой кубок КОНКАКАФ 2007        |
| 05. | 16 июня 2007     | Джиллетт Стэдиум, Фоксборо, США                         | Гватемала                | 3:0  | 3:0       | Золотой кубок КОНКАКАФ 2007        |
| 06. | 15 июня 2008     | Арнос Вейл Стэдиум, Кингстаун, Сент-Винсент и Гренадины | Сент-Винсент и Гренадины | 0:2  | 0:3       | Чемпионат мира 2010 (квалификация) |
| 07. | 15 июня 2008     | Арнос Вейл Стэдиум, Кингстаун, Сент-Винсент и Гренадины | Сент-Винсент и Гренадины | 0:3  | 0:3       | Чемпионат мира 2010 квалификация   |
| 08. | 20 июня 2008     | Стад Сапуто, Монреаль, Канада                           | Сент-Винсент и Гренадины | 2:0  | 4:1       | Чемпионат мира 2010 квалификация   |
| 09. | 20 июня 2008     | Стад Сапуто, Монреаль, Канада                           | Сент-Винсент и Гренадины | 4:0  | 4:1       | Чемпионат мира 2010 квалификация   |
| 10. | 10 сентября 2008 | Виктор Мануэль Рейна, Тустла-Гутьеррес, Мексика         | Мексика                  | 2:1  | 2:1       | Чемпионат мира 2010 квалификация   |
| 11. | 15 октября 2008  | Стадион Содружества, Эдмонтон, Канада                   | Мексика                  | 1:0  | 2:2       | Чемпионат мира 2010 квалификация   |
| 12. | 30 июня 2009     | Окснард Колледж Соккер Филд, Окснард, США               | Гватемала                | 0:1  | 0:3       | Товарищеский матч                  |
| 13. | 30 июня 2009     | Окснард Колледж Соккер Филд, Окснард, США               | Гватемала                | 0:3  | 0:3       | Товарищеский матч                  |
| 14. | 3 июля 2009      | Хоум Дипо Сентер, Карсон, США                           | Ямайка                   | 1:0  | 1:0       | Золотой кубок КОНКАКАФ 2009        |
| 15. | 7 июля 2009      | Коламбус Крю Стэдиум, Колумбус, США                     | Сальвадор                | 0:1  | 0:1       | Золотой кубок КОНКАКАФ 2009        |

## Достижения
Международные
 Канада
- Золотой кубок КОНКАКАФ — 2007